# Bactriten
Bactriten (Bactritoidea) stellen eine ausgestorbene Gruppe der Kopffüßer dar, die vom Ordovizium bis zum Perm gelebt haben. Sie enthielten die Stammformen der ebenfalls ausgestorbenen Ammoniten sowie der Tintenfische.
Die Bactriten besaßen wie die frühen Nautiloideen (Orthoceraten) ein langgestrecktes und gekammertes Gehäuse mit einem randlich gelegenen Sipho zum Gasaustausch für den statischen Auftrieb. Typisch ist weiterhin eine kleine, meist rundliche Anfangskammer, die vom weiteren Gehäuse durch eine Einschnürung abgesetzt ist.
Sie stammen wahrscheinlich von kleineren Nautiloideen des Ordovizium wie Bactroceras ab. Die möglicherweise älteste Form der Bactriten ist Eobactrites aus dem tiefen Ordovizium Böhmens. Das Tier hatte einen kreisrunden Schalenquerschnitt und einen Sipho, der noch nicht ganz randständig war.

## Systematik
Die Bactriten sind eine typische paraphyletische Gruppierung, da sie die Vorfahren von Ammoniten und Tintenfischen sind. In Karbon und Perm haben sie auch noch eine eigene Radiation durchgemacht. Diese Formen sind am Ende des Perms ausgestorben. Ein weiteres Problem der Abgrenzung ist die Ableitung der Ammoniten aus den Bactriten, die durch viele Übergangsformen gut belegt ist. Dieses Problem wurde von den unterschiedlichen Bearbeitern unterschiedlich gelöst. Während die früheren Bearbeiter die Grenze zu den Ammoniten bei den Formen zogen, die bereits eine Windung aufweisen, ziehen neuere Bearbeiter bereits bei der beginnenden Einkrümmung des Gehäuses, d. h. die frühere Bactriten-Gattung Cyrtobactrites wird heute als eine basale Form der Ammoniten betrachtet, da diese Gattung bereits eine erste Apomorphie der Ammoniten (Einrollung) zeigt. Parabactrites besaß sehr engständige Septen und kommt als Vorfahr der Belemniten in Betracht. Strikt genommen besitzt Parabactrites damit bereits auch eine erste Apomorphie der Belemnoidea und müsste konsequenterweise bereits zu den Tintenfischen gestellt werden.
- Ord. Bactritida
  - Fam. Annulobactritidae Mapes, 1979
  - Fam. Bactritidae Hyatt, 1884
  - Fam. Bojobactritidae Horny, 1957
  - Fam. Ctenobactritidae Shimansky, 1951
  - Fam. Lobobactritidae Shimansky, 1962
  - Fam. Parabactritidae Shimansky, 1951
  - Fam. Sinuobactritidae Mapes, 1979

Je nach Definition der Ordnung wird die Familie Cyrtobactritidae Becker, 1996 in die Ammonoidea oder die Ordnung Bactritida gestellt.

## Phylogenie
Die ältesten gesicherten Funde der Ord. Bactritida stammen aus dem Unterdevon, Pragium (in der deutschsprachigen Literatur Sigenium genannt).